# Hiebers Frische Center
Hiebers Frische Center KG ist eine zur Edeka Südwest gehörende regionale Einzelhandelskette mit Hauptsitz in Binzen im Südwesten Baden-Württembergs.

## Unternehmen
Heute (Stand 2024) besteht das Unternehmen aus 16 Märkten, vom Hieber’s Lädele in Wyhlen mit 550 Quadratmeter (m²) Verkaufsfläche bis zum 3800 m² großen Supermarkt Hieber’s Frische Center in Grenzach. Der elfte Markt eröffnete 2011 in Bad Krozingen. Der neueste hieber-Markt befindet sich in Schliengen. Insgesamt haben die Hieber-Märkte über 32.000 m² Verkaufsfläche (Stand 2024). Mit etwa 1463 Mitarbeitern, davon über 100 Auszubildende, erzielt das Unternehmen einen Jahresumsatz von 250 Millionen Euro (Stand 2023). Im November 2025 wird mit Breisach ein weiterer Standort die Hieber-Familie erweitern. 

## Geschichte

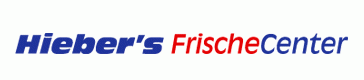
Ehemaliges Logo Hiebers Frische Center

1966 eröffnete der gelernte Konditor Jörg Hieber, da er aufgrund zu geringen Eigenkapitals trotz langer Suche keine Kreditgeber für die Übernahme einer Konditorei fand, einen ersten eigenen Lebensmittelmarkt mit 50 Quadratmeter Verkaufsfläche in dem 1500-Einwohner-Dorf Steinen-Höllstein, in dem bereits zwei Vorgänger gescheitert waren. Erste Erfolge stellten sich ein, als Hieber zusätzlich Konditorwaren fertigte und sie auf den Edeka-Hausmessen anbot. Bis 1985 folgten Höhen und Tiefen bis kurz vor der Insolvenz, später jedoch wieder Wachstum bis zur heutigen Größe. Anfang 2010 zog sich Jörg Hieber aus dem operativen Geschäft in seinem Unternehmen zurück und übernahm den Vorsitz des Beirats. Persönlich haftender Gesellschafter ist seit Anfang 2010 sein Sohn Dieter Hieber.

## Gesellschaftliches Engagement
Die Hieber-Stiftung, gegründet mit dem Ziel, nachhaltige Veränderungen in verschiedenen gesellschaftlichen Bereichen zu bewirken, widmet sich der Förderung von sozialen Projekten, dem Jugendsport und anderen gemeinnützigen Initiativen. Am 6. August 2009 gründete das Unternehmen die Hieber-Stiftung, die unselbstständige, nicht rechtsfähige Treuhandstiftung ist in die Pro-Regio-Stiftung der Sparkasse Lörrach-Rheinfelden integriert, welche die Verwaltung übernimmt.